# واين هندرسون (متزحلق جبال الألب)
واين هندرسون هو متزحلق جبال الألب كندي، ولد في 1944.

## وصلات خارجية
- واين هندرسون على موقع أوليمبيديا (الإنجليزية)